# Jamal Ben Saddik
Jamal Ben Saddik (Antwerpen, 3 oktober 1990), ook bekend als The Goliath, is een Marokkaans-Belgisch kickbokser. Hij staat sinds 2012 onder contract bij GLORY en werd in 2018 de Glory Heavyweight Grand Prix Champion.

## Levensloop
Ben Saddik werd geboren in Antwerpen, België. Zijn ouders vertrokken in de jaren 60 uit Bni Hadifa, een stadje in het Rifgebergte in het noordoosten van Marokko. Hij groeide op in Borgerhout. Op zijn negende begon hij met kickboksen, omdat zijn vader hem van straat wilde houden. Als tiener was hij slachtoffer van een schietincident. Hierbij werd hij geraakt aan zijn linkeronderbeen.
Eind 2012 werd schildklierkanker gediagnosticeerd een ziekte waar hij nog steeds aan lijdt. Ook raakte hij toen betrokken in een auto-ongeluk met een dodelijk slachtoffer.
Op 10 maart 2021 werd Ben Saddik opgepakt bij de grootschalige politieactie: “Operatie Sky”. Hij werd ervan verdacht cryptotelefoons verkocht te hebben in zijn telefoonzaak te Antwerpen, die vervolgens door criminelen gebruikt werden. Ben Saddik verbleef anderhalve maand in de gevangenis en na zijn voorlopige vrijlating moest hij alweer in behandeling tegen schildklierkanker.
In december 2022 werd zijn fitness- en kickboxclub "Vinci Club" voor twee maanden gesloten door de burgemeester omwille van “imminente dreiging voor de openbare orde en veiligheid, ook al kan hij worden beschouwd als slachtoffer van de gewelddadige incidenten”. In beroep liet de Raad van State de sluiting overeind.

## Carrière
Op 6 maart 2011 vocht Ben Saddik zijn eerste partij tegen de Nederlander Rico Verhoeven in de It's Showtime Sporthallen Zuid en won dit gevecht met een technische knock-out.  Ondanks zijn diagnose van schildklierkanker in 2012, slaagde Ben Saddik kort daarop erin om derde te worden op het Glory Grand Slam-toernooi van Tokio, het officieuze wereldkampioenschap, alwaar hij onder meer Remy Bonjasky en Errol Zimmerman versloeg.
Op 9 december 2017 vocht hij nogmaals tegen Verhoeven in de Rotterdamse Ahoy voor de wereldtitel bij de zwaargewichten bij de kickboksbond Glory. Ben Saddik verloor het gevecht in de vijfde ronde door een technische knock-out.
Op 30 januari 2021 stond een wedstrijd op het programma tegen Rico Verhoeven georganiseerd door Glory, maar kon deze niet doorgaan vanwege een rugblessure van Ben Saddik, opgelopen tijdens de training in aanloop van de wedstrijd.
In de zomer van 2021 ging Ben Saddik trainen in Amsterdam bij Mike Passenier, de voormalige coach van kickbokser Badr Hari. Op 23 oktober 2021 was er een wedstrijd gepland tussen Rico Verhoeven en Alistair Overeem. Vanwege een blessure moest Overeem afzeggen waardoor Ben Saddik alsnog een derde keer tegen Verhoeven mocht vechten voor de wereldtitel. In een beklijvend titanengevecht in het Gelredome in Arnhem won Verhoeven volgens de jury de eerste ronde en Ben Saddik de tweede ronde. Ben Saddik gaf een vermoeide indruk in de derde ronde die naar Verhoeven ging op punten. In de vierde ronde was hij niet meer in staat te vechten. De scheidsrechter besloot al na enkele seconden de wedstrijd stil te leggen waardoor Ben Saddik verloor met technisch knock-out.
Op 19 maart 2022 organiseerde Glory in het Trixxo Arena in Hasselt een kickboksevenement met een kamp tussen  Ben Saddik en de Nederlander Levi Rigters als hoofdact. Echter ging dat op het laatste moment niet door omdat er ongeregeldheden waren uitgebroken in de tribunes tussen supporters van kickboksers uit een voorgaande kamp.
In februari 2023 wordt Ben Saddik door de organisatie Glory voor vijftien maanden geschorst, van de zwaargewichtlijst gehaald, en wordt zijn laatste overwinning omgezet in een no contest, vanwege gebruik van doping. Vanwege privacy-regels kan de organisatie verdere details niet bekend maken.

In februari 2025 zal Jamal ben Saddik terugkeren in een Glory-evenement.

## Titels
- Glory
  - 2018 Glory Heavyweight Grand Prix Winnaar

- CombatPress.com
  - 2015 "Comeback of the Year"[15]
  - 2018 "Comeback Fighter of the Year"[16]

## Trivia
- In samenwerking met Jako runt Ben Saddik een eigen sportkledinglijn.[17][18]
- Op 2 januari 2021 was Ben Saddik te zien in Het Jachtseizoen. Hierin stal hij de bus van StukTV, wat een ander nog niet eerder was gelukt. Daarmee wist hij te ontsnappen en won hij het vijfde seizoen.